# Mark Harmon
Thomas Mark Harmon (Burbank, 2 de setembro de 1951) é um ator americano mais conhecido pelo seu personagem Leroy Jethro Gibbs em NCIS
Um de seus personagens mais recentes é Leroy Jethro Gibbs, na série de televisão NCIS, já em sua décima oitava temporada. Harmon também fez uma participação no filme Sexta-Feira Muito Louca, como padrasto da personagem principal.
O ex-jogador de futebol, que iniciou sua carreira artística em 1973 primeiro atuando em comerciais e depois em séries e telefilmes, está vivendo seu melhor momento.
Aos 59 anos de idade, Mark foi eleito em janeiro de 2011 a personalidade televisiva favorita da América, desbancando Oprah Winfrey, Conan O’Brien e Charlie Sheen, que vieram na sequência na lista.
Depois que sua primeira série (240-Robert) foi cancelada com apenas uma temporada, o ator fez um relativo sucesso com a novela noturna “Os Milionários/Flamingo Road”.
Mas foi com a série “St. Elsewhere” (na qual interpretou um médico que contraiu AIDS) e com a minissérie “The Deliberate Stranger” (em que era um assassino em série) que o ator conquistou seu espaço.
Depois de passar por dois fracassos seguidos, com “Reasonable Doubts” e “Charlie Grace”, Mark se recuperou ao entrar no elenco de “Chicago Hope”. Passando por “From the Earth to the Moon” e “The West Wing”, ele chegou em “NCIS”.
Produzida por Donald P. Bellisario, a série estreou em 2003 nos EUA acompanhando os trabalhos de investigação criminal de uma equipe da marinha. Originada de um episódio em duas partes de “JAG”, ela já produziu sua própria spinoff: “NCIS: Los Angeles”.
O episódio exibido dia 1 de fevereiro de 2011 registrou um recorde para “NCIS” ao conquistar cerca de 22.9 milhões de telespectadores, com 6.5/16 entre o público da faixa etária entre 25 e 54 anos e 4.6/12 entre 18-49 anos.

## Filmografia
| Ano       | Título                                | Função                     | Notas |
| --------- | ------------------------------------- | -------------------------- | ----- |
| 1978      | Vem um Cavaleiro                      | Billy Joe Meynert          |       |
| 1979      | Além da Aventura de Poseidon          | Larry Simpson              |       |
| 1984      | Tuareg - O Guerreiro do Deserto       | Gacel Sayah                |       |
| 1986      | Vamos Pegar Harry                     | Harry Burck Jr.            |       |
| 1987      | Escola de Verão Depois da Promessa    | Freddy Shoop Elmer Jackson |       |
| 1988      | O Presídio Roubando a Casa            | Jay Austin Billy Wyatt     |       |
| 1989      | Vale a Pena Ganhar                    | Taylor Worth               |       |
| 1990      | Até que você apareceu                 | Frank Flynn                |       |
| 1991      | Céu Frio                              | Alex Davenport             |       |
| 1994      | Wyatt Earp                            | Xerife John Behan          |       |
| 1995      | Magia na Água                         | Jack Black                 |       |
| 1995      | A última Ceia                         | Dominant Male              |       |
| 1997      | Vítimas                               | Tommy Nance                |       |
| 1997      | O Primeiro a ir                       | Jeremy Hampton             |       |
| 1998      | Medo e Repulsa em Las Vegas           | Reporte de Revista         |       |
| 1999      | Eu vou lembrar de Abril               | John Cooper                |       |
| 2001      | The Amati Girls                       | Lawrence                   |       |
| 2002      | Meninos Locais                        | Jim Wesley                 |       |
| 2003      | Sexta-Feira Muito Louca               | Ryan                       |       |
| 2003-2021 | NCIS                                  | Leroy Jethro Gibbs         |       |
| 2004      | Buscando a Liberdade                  | Presidente James Foster    |       |
| 2009      | Garota do Tempo                       | Dale                       |       |
| 2010      | Liga da Justiça: Crise em Duas Terras | Clark Kent / Superman      | Voz   |

## Prêmios e indicações
Primetime Emmy Awards
- 1977: Nomeado, Ator Coadjuvante de Minissérie ou Filme - Eleanor e Franklin: The White House Years
- 2002: Nomeado, Ator Convidado em Série Drama - The West Wing

Golden Globe Awards
- 1986: Nomeado Melhor Ator, em uma minissérie ou Cinema e Televisão - O Estranho deliberada
- 1987: Nomeado Melhor Ator, em uma minissérie ou Cinema e Televisão - Após a promessa
- 1991: Nomeado Melhor Ator, em uma Série Dramática de Televisão - dúvidas razoáveis
- 1992: Nomeado Melhor Ator, em uma Série Dramática de Televisão - dúvidas razoáveis

Screen Actors Guild Awards
- 1996: Nomeado Outstanding Performance, de um Elenco em Série Dramática - Chicago Hope
- 1997: Nomeado Outstanding Performance, de um Elenco em Série Dramática - Chicago Hope

People's Choice Awards
- 2010: Nomeado, Drama Ator de TV Favorito - Gibbs em NCIS
- 2011: Nomeado, Drama Ator de TV favorito - Gibbs em NCIS